# Chahar Asyab
Chahar Asyab oder auch Charasiah  (persisch چهار آسیاب) ist ein südlicher Distrikt (Regierungsbezirk) der Provinz Kabul in Afghanistan. 
Der Chahar Asyab Distrikt grenzt im Süden an die Provinz Logar im Westen an die Provinz Wardak und an den Distrikten Bagrami  und Mussahi, im Nordwesten an den Distrikt Paghman und  im Norden an der Hauptstadt Kabul. Die Fläche beträgt 246,1 Quadratkilometer und die Einwohnerzahl 41.452 (Stand: 2020). Der Hauptort ist Qalai Naeem, der im westlichen Teil des Distrikts liegt.
Durch den  Distrikt fließt der Kabul-Fluss. Die Haupteinnahmequelle der Menschen ist die Landwirtschaft. Einige Bewohner arbeiten in  Kabul. Die Einwohner sind hauptsächlich Paschtunen, gefolgt von Tadschiken und Hazara.